# Парк влюблённых (Астана)
Парк влюблённых (каз. Ғашықтар саябағы) или Парк молодежи (каз. Жастар саябағы) — городской парк в Астане, Казахстан. Он был открыт 6 июля 2005 года на праздновании Дня столицы. Парк расположен сразу за штаб-квартирой «КазМунайГаз», между площадью Донгелек и напротив Хан Шатыр.

## Описание
Парк занимает площадь около 35 акров. Высажено более трех тысяч молодых лип, елей, сосен, берез и тополей, а также нетипичных для этой местности клёнов и вязов. Посадил дерево и сам президент Нурсултан Назарбаев. Все газоны и клумбы спланированы и засажены строго по немецкой технологии, так как именно в Германии ландшафтное строительство имеет глубокие корни. В центре парка находится большой фонтан, Созданный на основе металлических конструкций, которые в 2007 году подарила австрийская принцесса Габриэла фон Габсбург.